# Европско првенство у футсалу 2016.
Европско првенство у футсалу 2016. је 10. Европско првенство у футсалу у организацији УЕФА-е. Првенство је одржано од 2. до 13. фебруара у Београдској арени у Београду. Учествовало је 12 репрезентација.

## Квалификације
У квалификацијама је учествовало 45 репрезентације не укључујући Србију.

### Квалификоване екипе
| Држава      | Квалификована као | Ранија појављивања на првенствима                        |
| ----------- | ----------------- | -------------------------------------------------------- |
| Србија      | домаћин           | 4 (1999, 2007, 2010, 2012)                               |
| Русија      | победник групе 1  | 9 (1996, 1999, 2001, 2003, 2005, 2007, 2010, 2012, 2014) |
| Шпанија     | победник групе 2  | 9 (1996, 1999, 2001, 2003, 2005, 2007, 2010, 2012, 2014) |
| Италија     | победник групе 3  | 9 (1996, 1999, 2001, 2003, 2005, 2007, 2010, 2012, 2014) |
| Украјина    | победник групе 4  | 8 (1996, 2001, 2003, 2005, 2007, 2010, 2012, 2014)       |
| Словенија   | победник групе 5  | 4 (2003, 2010, 2012, 2014)                               |
| Хрватска    | победник групе 6  | 4 (1999, 2001, 2012, 2014)                               |
| Португалија | победник групе 7  | 7 (1999, 2003, 2005, 2007, 2010, 2012, 2014)             |
| Азербејџан  | победник плеј офа | 3 (2010, 2012, 2014)                                     |
| Чешка       | победник плеј офа | 7 (2001, 2003, 2005, 2007, 2010, 2012, 2014)             |
| Мађарска    | победник плеј офа | 2 (2005, 2010)                                           |
| Казахстан   | победник плеј офа | 0 (дебитанти)                                            |

### Жреб
Жреб је одржан 2. октобра 2015. године у Београду.
| Шешир 1                                                   | Шешир 2                             | Шешир 3                                 |
| --------------------------------------------------------- | ----------------------------------- | --------------------------------------- |
| Србија (домаћин) Италија (бранилац титуле) Шпанија Русија | Португалија Украјина Хрватска Чешка | Словенија Азербејџан Мађарска Казахстан |

## Групна фаза

### Група А
| Србија                                               | 5 : 1    | Словенија   |
| ---------------------------------------------------- | -------- | ----------- |
| Јањић 14'(пен) Коцић 21', 30' Рајчевић 27' Пршић 34' | Извештај | Осредкар 3' |

| Словенија            | 2 : 6    | Португал                                                     |
| -------------------- | -------- | ------------------------------------------------------------ |
| Чујец 3' Врховец 20' | Извештај | Фабио Сесилио 5', 39' Рикардињо 16', 24', 33' Педро Кери 31' |

| Португал      | 1 : 3    | Србија                          |
| ------------- | -------- | ------------------------------- |
| Рикардињо 15' | Извештај | Коцић 8' Рајчевић 37' Симић 40' |

|    | Табела групе А | И | Д | Н | И | ДГ | ПГ | ГР | Бод. |
| -- | -------------- | - | - | - | - | -- | -- | -- | ---- |
| 1. | Србија         | 2 | 2 | 0 | 0 | 8  | 2  | +6 | 6    |
| 2. | Португал       | 2 | 1 | 0 | 1 | 7  | 5  | +2 | 3    |
| 3. | Словенија      | 2 | 0 | 0 | 2 | 3  | 11 | -8 | 0    |

### Група Б
| Шпанија                                                 | 5 : 2    | Мађарска      |
| ------------------------------------------------------- | -------- | ------------- |
| Немет 8' (а.г.) Бебе 15' Мигелин 20', 29' Андресито 36' | Извештај | Дрот 24', 38' |

| Мађарска                  | 3 : 6    | Украјина                                                          |
| ------------------------- | -------- | ----------------------------------------------------------------- |
| Дрот 8', 34' Тренсени 30' | Извештај | Сорокин 2' Бондар 7', 34' Овсјаников 25' Гритсина 30' Валенко 36' |

| Украјина     | 1 : 4    | Шпанија                         |
| ------------ | -------- | ------------------------------- |
| Гритсина 38' | Извештај | Алекс 20', 34' Ривиљос 30', 40' |

|    | Табела групе А | И | Д | Н | И | ДГ | ПГ | ГР | Бод. |
| -- | -------------- | - | - | - | - | -- | -- | -- | ---- |
| 1. | Шпанија        | 2 | 2 | 0 | 0 | 9  | 3  | +6 | 6    |
| 2. | Украјина       | 2 | 1 | 0 | 1 | 7  | 7  | 0  | 3    |
| 3. | Мађарска       | 2 | 0 | 0 | 2 | 5  | 11 | -6 | 0    |

### Група Ц
| Русија          | 2 : 1    | Казахстан      |
| --------------- | -------- | -------------- |
| Ромуло 11', 12' | Извештај | Жаманкулов 13' |

| Казахстан                                          | 4 : 2    | Хрватска               |
| -------------------------------------------------- | -------- | ---------------------- |
| Даглас Јуниор 6' Сулејманов 7' Жаманкулов 17', 27' | Извештај | Матошевић 7' Сутон 33' |

| Хрватска                   | 2 : 2    | Русија                     |
| -------------------------- | -------- | -------------------------- |
| Робињо 9' (а.г.) Новак 25' | Извештај | Абрамов 12' Переверзев 39' |

|    | Табела групе А | И | Д | Н | И | ДГ | ПГ | ГР | Бод. |
| -- | -------------- | - | - | - | - | -- | -- | -- | ---- |
| 1. | Русија         | 2 | 1 | 1 | 0 | 4  | 3  | +1 | 4    |
| 2. | Казахстан      | 2 | 1 | 0 | 1 | 5  | 4  | +1 | 3    |
| 3. | Хрватска       | 2 | 0 | 1 | 1 | 4  | 6  | -2 | 1    |

### Група Д
| Италија                          | 3 : 0    | Азербејџан |
| -------------------------------- | -------- | ---------- |
| Алекс Мерлим 20', 21' Гиасон 29' | Извештај |            |

| Азербејџан                                                                | 6 : 5    | Чешка                                                 |
| ------------------------------------------------------------------------- | -------- | ----------------------------------------------------- |
| Фарзалијев 6' Борисов 7' де Араухо 12' Едуардо 20' Аугусто 27' Рафаел 40' | Извештај | Заруба 10' Холи 12' Решетар 16' Новотни 24' Ковач 31' |

| Чешка | 0 : 7    | Италија                                                                             |
| ----- | -------- | ----------------------------------------------------------------------------------- |
|       | Извештај | Фортино 1', 22' Лима 11' Алекс Мерлим 21' Куделка 22' (а.г.) Хонорио 24' Патиас 33' |

|    | Табела групе А | И | Д | Н | И | ДГ | ПГ | ГР  | Бод. |
| -- | -------------- | - | - | - | - | -- | -- | --- | ---- |
| 1. | Италија        | 2 | 2 | 0 | 0 | 10 | 0  | +10 | 6    |
| 2. | Азербејџан     | 2 | 1 | 0 | 1 | 6  | 8  | -2  | 3    |
| 3. | Чешка          | 2 | 0 | 0 | 2 | 5  | 13 | -8  | 0    |

## Елиминациона фаза
|  | Четвртфинале                  | Четвртфинале                   |                                |   | Полуфинале  | Полуфинале  |  |  | Финале | Финале |
|  |                               |                                |                                |   |             |             |  |  |        |        |
|  | 8. фебруар - Београдска арена |                                |                                |   |             |             |  |  |        |        |
|  |                               |                                |                                |   |             |             |  |  |        |        |
|  | Србија                        | 2                              |                                |   |             |             |  |  |        |        |
|  | Србија                        | 2                              | 11. фебруар - Београдска арена |   |             |             |  |  |        |        |
|  | Украјина                      | 1                              |                                |   |             |             |  |  |        |        |
|  | Украјина                      | 1                              | Србија                         | 2 |             |             |  |  |        |        |
|  | 9. фебруар - Београдска арена |                                | Србија                         | 2 |             |             |  |  |        |        |
|  |                               | Русија (прод.)                 | 3                              |   |             |             |  |  |        |        |
|  | Русија                        | Русија (прод.)                 | 3                              | 6 |             |             |  |  |        |        |
|  | Русија                        |                                | 13. фебруар - Београдска арена | 6 |             |             |  |  |        |        |
|  | Азербејџан                    | 2                              |                                |   |             |             |  |  |        |        |
|  | Азербејџан                    | 2                              | Русија                         | 3 |             |             |  |  |        |        |
|  | 8. фебруар - Београдска арена |                                | Русија                         | 3 |             |             |  |  |        |        |
|  |                               | Шпанија                        | 7                              |   |             |             |  |  |        |        |
|  | Португал                      | Шпанија                        | 7                              | 2 |             |             |  |  |        |        |
|  | Португал                      | 11. фебруар - Београдска арена |                                | 2 |             |             |  |  |        |        |
|  | Шпанија                       | 6                              |                                |   |             |             |  |  |        |        |
|  | Шпанија                       | 6                              | Шпанија                        | 5 |             |             |  |  |        |        |
|  | 9. фебруар - Београдска арена |                                | Шпанија                        | 5 |             |             |  |  |        |        |
|  |                               | Казахстан                      | 3                              |   | Треће место | Треће место |  |  |        |        |
|  | Казахстан                     | Казахстан                      | 3                              | 5 | Треће место | Треће место |  |  |        |        |
|  | Казахстан                     |                                | 13. фебруар - Београдска арена | 5 |             |             |  |  |        |        |
|  | Италија                       | 2                              |                                |   |             |             |  |  |        |        |
|  | Италија                       | 2                              | Србија                         | 2 |             |             |  |  |        |        |
|  |                               |                                |                                |   |             |             |  |  |        |        |
|  | Казахстан                     | 5                              |                                |   |             |             |  |  |        |        |
|  | Казахстан                     | 5                              |                                |   |             |             |  |  |        |        |

### Четвртфинале
| Србија             | 2 : 1    | Украјина     |
| ------------------ | -------- | ------------ |
| Коцић 2' Симић 40' | Извештај | Гритсина 24' |

| Португал           | 2 : 6    | Шпанија                                                          |
| ------------------ | -------- | ---------------------------------------------------------------- |
| Рикардињо 23', 26' | Извештај | Мигелин 13' (пен) Ривиљос 15' 40' Алекс 18', 35' Раул Кампос 23' |

| Русија                                             | 6 : 2    | Азербејџан      |
| -------------------------------------------------- | -------- | --------------- |
| Абрамов 7', 26' Ромуло 15' Едер Лима 25', 39', 40' | Извештај | Аугусто 8', 29' |

| Казахстан                                                | 5 : 2    | Италија               |
| -------------------------------------------------------- | -------- | --------------------- |
| Лео 16', 40' Жаманкулов 19' Јесенаманов 23' Нургозин 37' | Извештај | Фортино 23' Канал 37' |

### Полуфинале
| Србија              | 2 : 3 (прод) | Русија                               |
| ------------------- | ------------ | ------------------------------------ |
| Коцић 26' Симић 36' | Извештај     | Едер Лима 13' Абрамов 33' Ромуло 44' |

| Шпанија                                            | 5 : 3    | Казахстан                        |
| -------------------------------------------------- | -------- | -------------------------------- |
| Бебе 8' Мигелин 17' Раул Кампос 18', 39' Алекс 27' | Извештај | Довган 4' Лео 36' Жаманкулов 38' |

### За 3. место
| Србија                 | 2 : 5    | Казахстан                                            |
| ---------------------- | -------- | ---------------------------------------------------- |
| Ракић 38' Рајчевић 40' | Извештај | Даглас Јуниор 20', 30', 34' Жаманкулов 21' Игита 32' |

### Финале
| Русија                              | 3 : 7    | Шпанија                                                  |
| ----------------------------------- | -------- | -------------------------------------------------------- |
| Ромуло 20' Робињо 32' Милованов 40' | Извештај | Алекс 9' Пола 16', 17' Ривиљос 17', 36' Мигелин 31', 35' |

## Коначан поредак
| Поз. | Репрезентација |
| ---- | -------------- |
|      | Шпанија        |
|      | Русија         |
|      | Казахстан      |
| 4.   | Србија         |
| 5.   | Италија        |
| 6.   | Украјина       |
| 7.   | Португалија    |
| 8.   | Азербејџан     |
| 9.   | Хрватска       |
| 10.  | Мађарска       |
| 11.  | Чешка          |
| 12.  | Словенија      |

## Најбољи стрелци
6 гола
- Серик Жаманкулов
- Рикардињо
- Алекс
- Мигелин
- Марио Ривиљос

5 гола
- Младен Коцић
- Ромуло